# Seven Steps: The Complete Columbia Recordings of Miles Davis 1963-1964
Seven Steps: The Complete Columbia Recordings of Miles Davis 1963-1964 est un coffret de Miles Davis sorti en 2004.

## Liste des titres

### Disque 1
- Musiciens
  - Miles Davis — trompette
  - George Coleman — saxophone ténor
  - Victor Feldman — piano
  - Ron Carter — contrebasse
  - Frank Butler — batterie
- Titres

1. Joshua
2. I Fall in Love Too Easely
3. Baby Won't You Please Come Home
4. So Near, So Far
5. Basin Street Blues
6. Seven Steps to Heaven (take 3)
7. Seven Steps to Heaven (take 5)
8. Summer Night

### Disque 2
- Musiciens
  - Miles Davis — trompette
  - George Coleman — saxophone ténor
  - Herbie Hancock — piano
  - Ron Carter — contrebasse
  - Tony Williams — Batterie
- Titres

1. Seven Steps to Heaven (rehearsal take)
2. Seven Steps to Heaven
3. So Near, So Far
4. Joshua
5. Introduction by André Francis
6. Autumn Leaves
7. Milestone
8. I Thought About You

### Disque 3
- Musiciens: idem CD2
- Titres:

1. Joshua
2. All of You
3. Walkin'
4. Bye Bye Blackbird
5. Bye Bye Theme

### Disque 4
- Musiciens: idem CD2
- Titres:

1. Introduction de Mort Fega
2. Autumn Leaves
3. So What
4. Stella By Starlight
5. Walkin'
6. All of You
7. Go Go (thème et annonce)

### Disque 5
- Musiciens: idem CD2
- Titres:

1. Introduction de André Francis
2. All Blues
3. My Funny Valentine
4. Joshua
5. I Thought About You
6. Four
7. Seven Steps to Heaven
8. There is No Greater Love
9. Go Go (thème et Re-introduction)

### Disque 6
- Musiciens:
  - Miles Davis — trompette
  - Sam Rivers — saxophone ténor
  - Herbie Hancock — piano
  - Ron Carter — contrebasse
  - Tony Williams — Batterie
- Titres:

1. Introduction de Teruo Osono
2. If I Were a Bell
3. My Funny Valentine
4. So What
5. Walkin'
6. All of You
7. Go Go Theme

### Disque 7
- Musiciens
  - Miles Davis — trompette
  - Wayne Shorter — saxophone ténor
  - Herbie Hancock — piano
  - Ron Carter — contrebasse
  - Tony Williams — Batterie
- Titres:

1. Milestone
2. Autumn Leaves
3. So What
4. Stella By Starlight
5. Walkin'
6. Go Go Theme